# António Rodrigo Pinto da Silva
Pour les articles homonymes, voir Pinto da Silva et Silva.
António Rodrigo Pinto da Silva, né à Porto (Cedofeita) le 13 mars 1912 et mort à Lisbonne le 28 septembre 1992, est un agronome et botaniste portugais.